# Prefektura Kagawa
Prefektura Kagawa (jap. 香川県 Kagawa-ken) – prefektura znajdująca się na wyspie Sikoku (Shikoku) w Japonii. Jej stolicą jest miasto Takamatsu.

## Geografia
Prefektura Kagawa znajduje się w północno-wschodniej części wyspy Sikoku, na zachodzie graniczy z prefekturą Ehime, na południu z prefekturą Tokushima, od północy jest oblewana wodami Morza Wewnętrznego (Seto-naikai). Góry Sanuki przebiegają wzdłuż południowej granicy.
Kagawa jest obecnie powierzchniowo najmniejszą prefekturą w Japonii. Prefektura Osaka była najmniejszą prefekturą dopóki port lotniczy Kansai nie został odzyskany z oceanu na początku lat 90. XX wieku, powiększając swój obszar lądowy. Kagawa jest stosunkowo wąską prefekturą położoną pomiędzy górami wyspy Sikoku i morzem.
Z dniem 1 kwietnia 2014 roku 11% całkowitej powierzchni prefektury zostało oznaczone jako obszary chronione, a mianowicie Park Narodowy Seto Naikai oraz Ōtaki-Ōkawa Prefectural Natural Park.

### Miasta
Miasta prefektury Kagawa:

- Higashikagawa
- Kan’onji
- Marugame
- Mitoyo
- Sakaide
- Sanuki
- Takamatsu (stolica)
- Zentsūji

### Miasteczka i wioski
- Powiat Ayauta
  - Ayagawa
  - Utazu
- Powiat Kagawa
  - Naoshima
- Powiat Kita
  - Miki
- Powiat Nakatado
  - Kotohira
  - Mannō
  - Tadotsu
- Powiat Shōzu
  - Shōdoshima
  - Tonoshō

## Wyspa Shōdo
Shōdo-shima to ciekawa, relatywnie duża wyspa (153,30 km²) na Morzu Wewnętrznym. Znana jest z:
- położonej niedaleko portu Tonoshō, malowniczej, niewielkiej (dł. 500 m) mierzei o nazwie Angel Road, która pojawia się w czasie odpływu, łącząc trzy małe wysepki z Shōdo. Mówi się, że pary, które przechodzą nią, trzymając się za ręce, odnajdą wspólne szczęście. Niektórzy zapisują swoje życzenia związane z romansem na małych drewnianych tabliczkach (ema) i wieszają je na gałęzi drzewa, aby życzenia się spełniły[3];
- produkcji sosu sojowego-przyprawy (shōyu) od 400 lat. Obecnie istnieje około tuzina fabryk usytuowanych pomiędzy portami Kusakabe i Sakate. Muzeum Sosu Sojowego Marukin (Marukin Soy Sauce Museum) zostało utworzone w 1987 roku z okazji 80. rocznicy powstania firmy Marukin Shoyu Co., Ltd. Budynek w stylu gasshō-zukuri (tradycyjny styl japońskiej architektury ze stromym dachem krytym strzechą) został uznany za materialną własność kultury zarejestrowaną w kraju. Można tam zapoznać się z procesem produkcji sosu sojowego, kadziami i narzędziami, które były używane od momentu założenia firmy[4].
- gaju oliwnego, który stworzono w 1908 roku. Śródziemnomorski klimat wyspy sprawił, że jest to wyjątkowo dogodne miejsce do uprawy oliwek i jest ona czołowym producentem oliwek i oliwy. Stąd przydomek „Olive Island”. Na zboczu wzgórza znajduje się tam Shodoshima Olive Park (Shōdoshima Orību Kōen) z repliką greckiego wiatraka[5].
- bydła czarnej rasy sanuki (wagyū) karmionego wytłoczynami z oliwek („olive sanuki wagyu”) od ponad 100 lat na wołowinę klasy premium.

## Ogród Ritsurin
Ogród Ritsurin („gaj kasztanowy”) w Takamatsu powstał pierwotnie ok. 400 lat temu z części ogrodu należącego do daimyō klanu Satō. W 1642 roku Yorishige Matsudaira (1622–1695) objął domenę Takamatsu i odziedziczył ogród. Klan Matsudaira był właścicielem ogrodu przez 228 lat do 1875 roku, gdy został otwarty dla publiczności jako ogród należący do prefektury. W 1953 roku ogród został oficjalnie uznany przez Krajową Agencję ds. Kultury jako Specjalne Miejsce Pięknego Krajobrazu.
Ogród obejmuje sześć stawów i trzynaście krajobrazowych wzgórz wraz z aranżacjami skalnymi i szeroką gamą roślin. Sezonowe kwiaty i tysiąc starannie utrzymanych sosen tworzą scenerię, która zmienia się wraz z porami roku. Obecnie rośnie około 1400 sosen, a około 1000 z nich jest starannie przycinanych i pielęgnowanych od ponad 300 lat. Ich wygląd przypomina drzewka bonsai.

## Wioska Shikoku
Shikoku Mura to skansen znajdujący się u podnóża góry Yashima. W parku na zboczu wzgórza eksponowane są, przeniesione z całej wyspy Sikoku, tradycyjne budynki, warsztaty i konstrukcje, latarnia morska i scena teatru kabuki z miejscami na świeżym powietrzu. Jedną z atrakcji jest most wiszący wykonany z winorośli i drewna, podobny do tych, które można znaleźć w dolinie Iya w sąsiedniej prefekturze Tokushima.

## Galeria

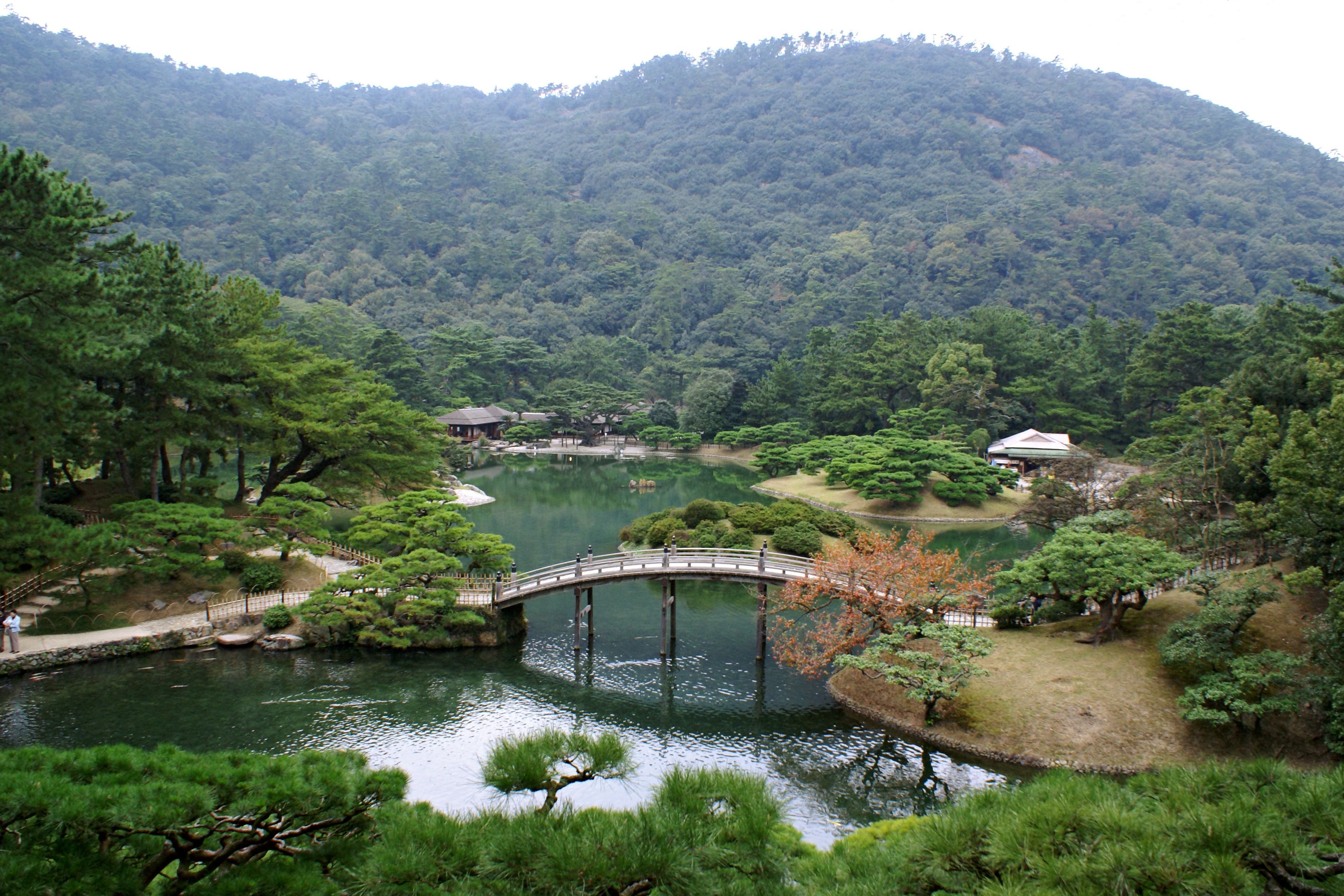
Ogród Ritsurin, Takamatsu
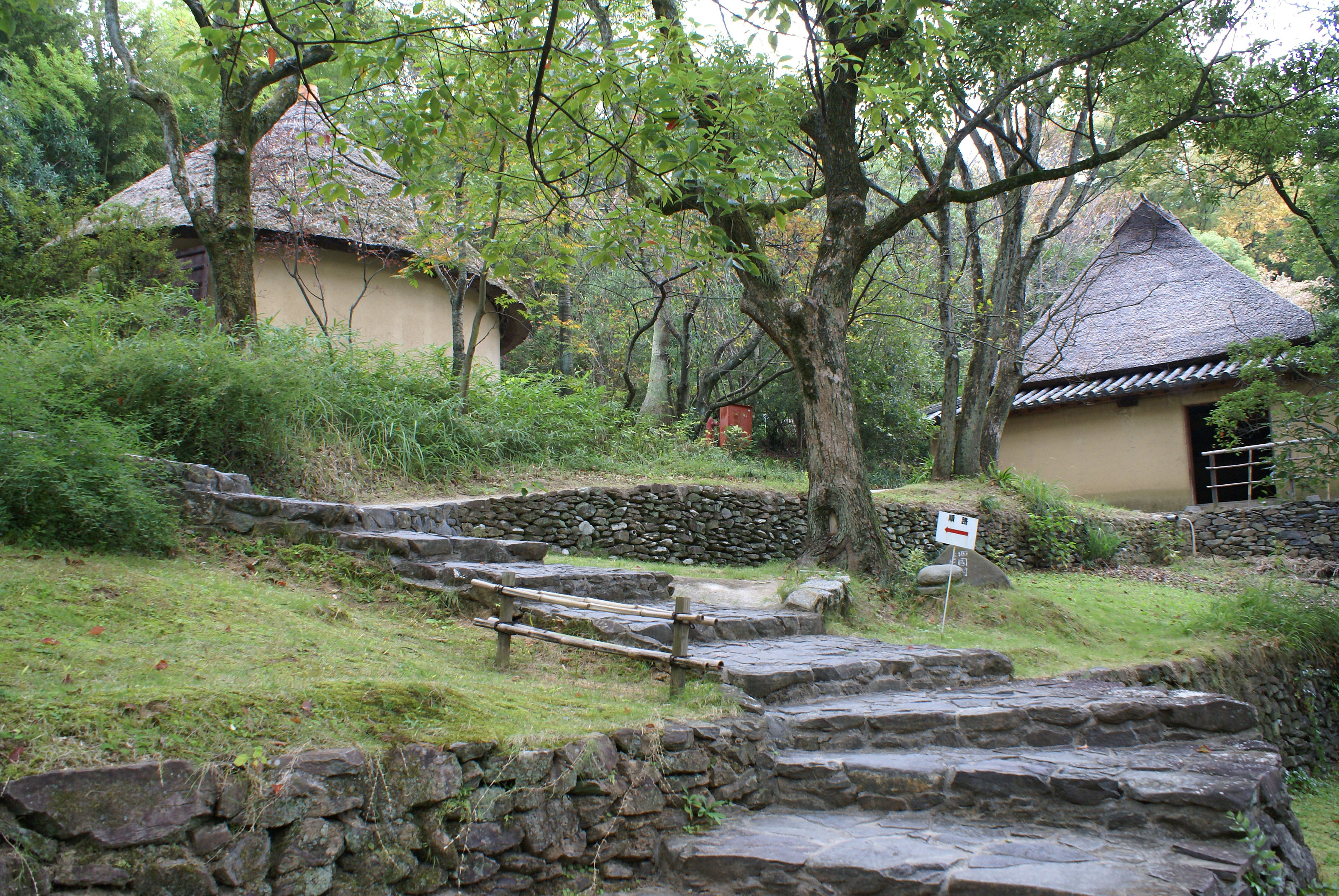
Shikoku-mura, Takamatsu
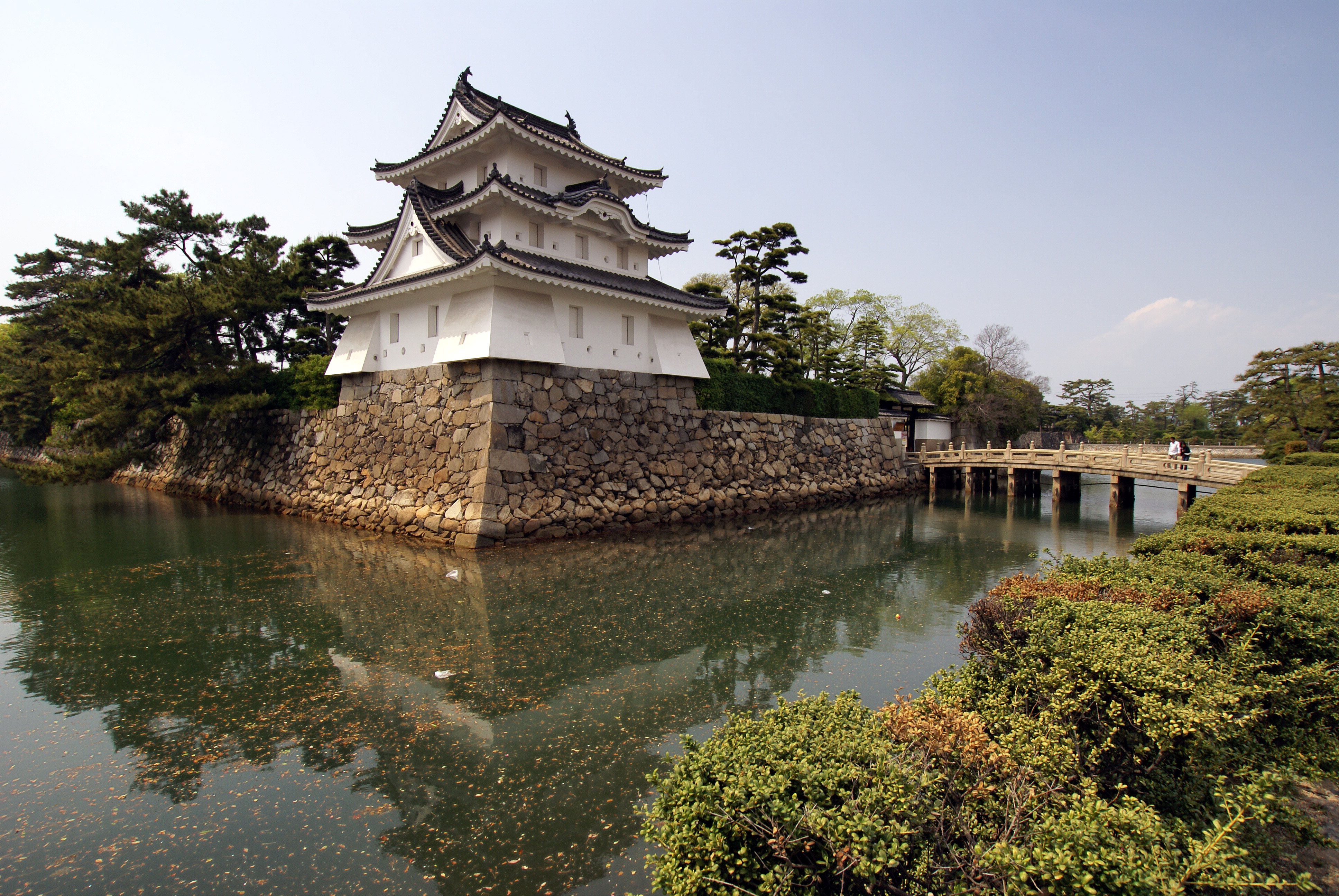
Zamek Takamatsu
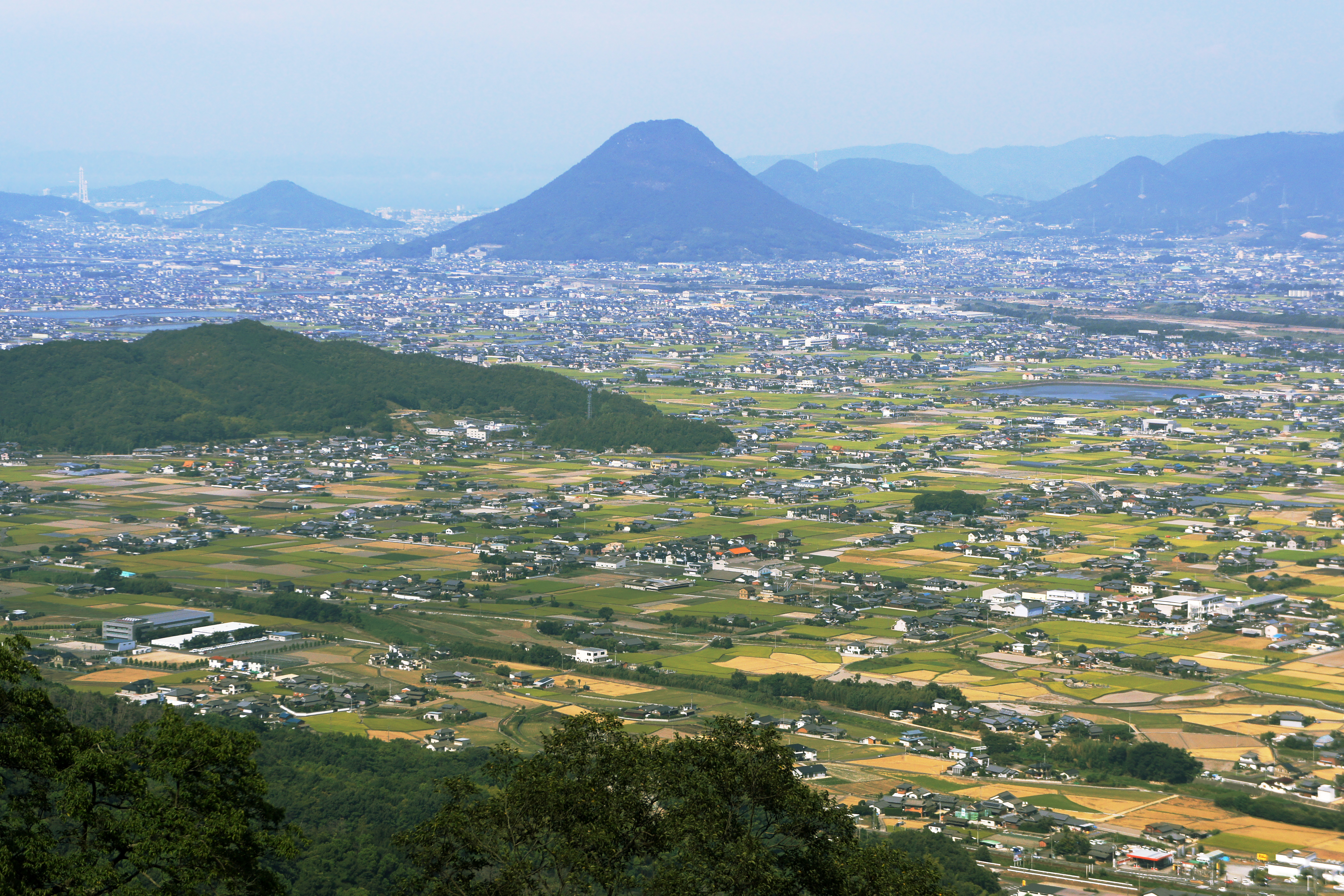
Równina Sanuki (dawna nazwa Kagawy)
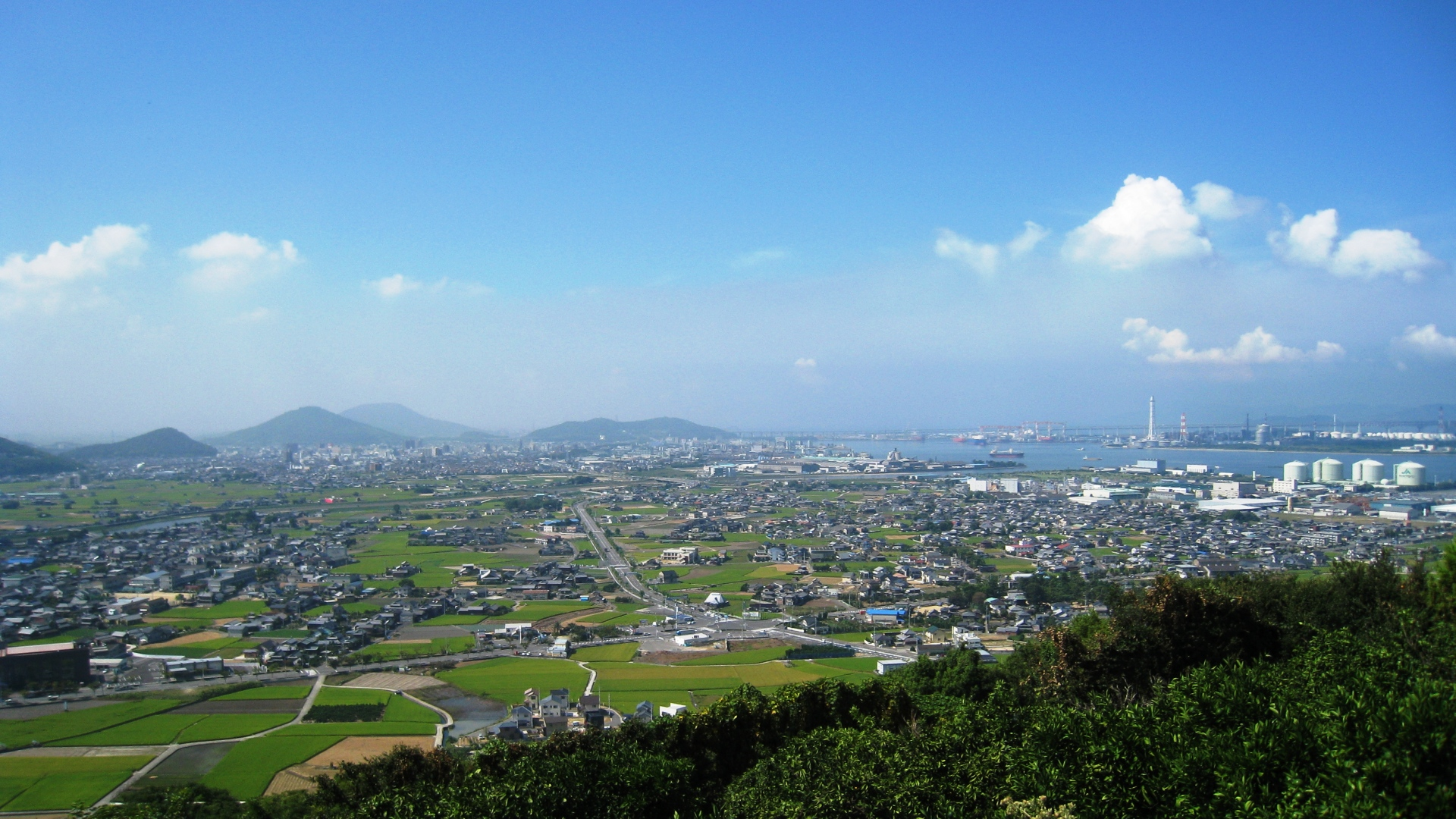
Panorama Sakaide
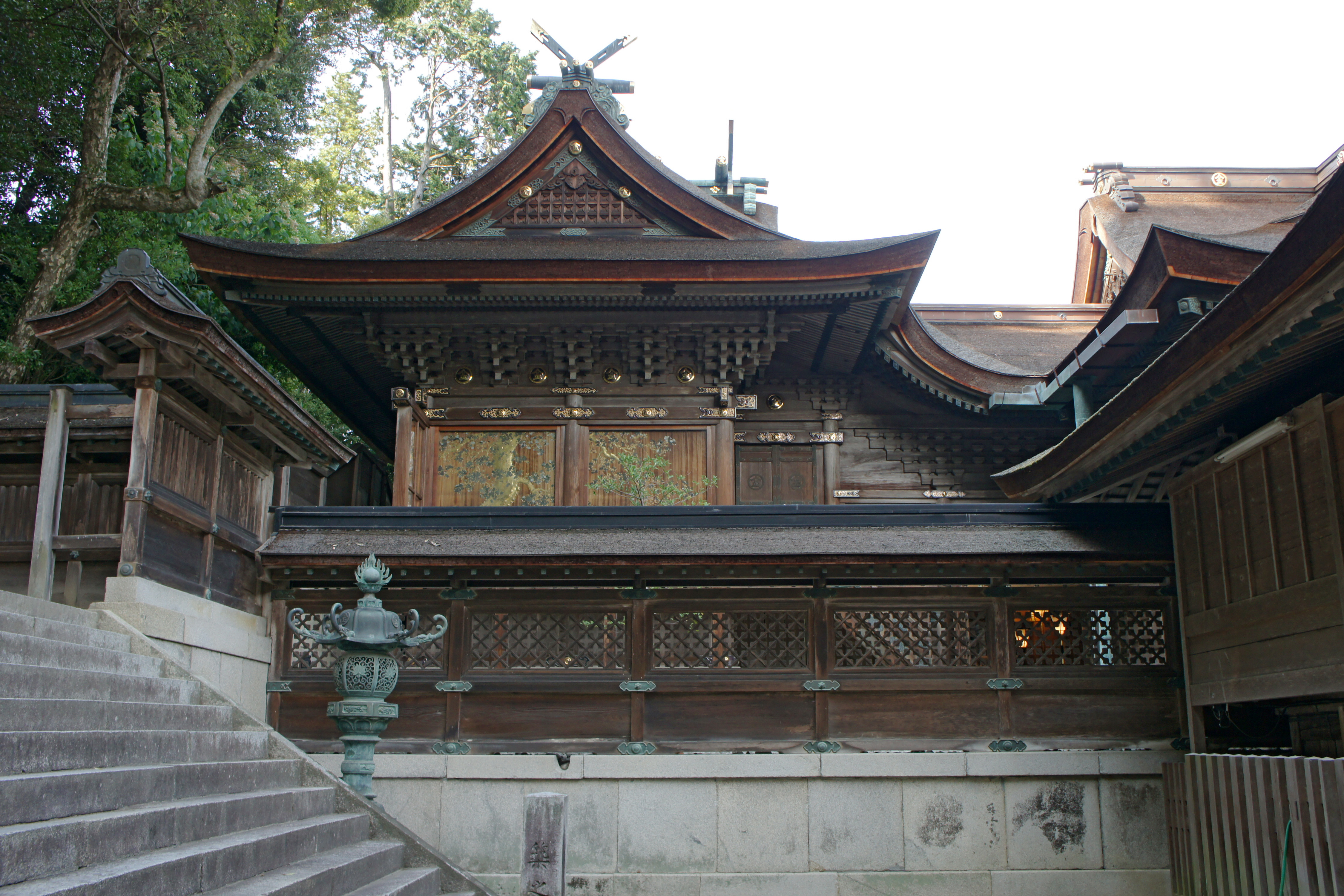
Chram Kotohira-gū w Kotohira
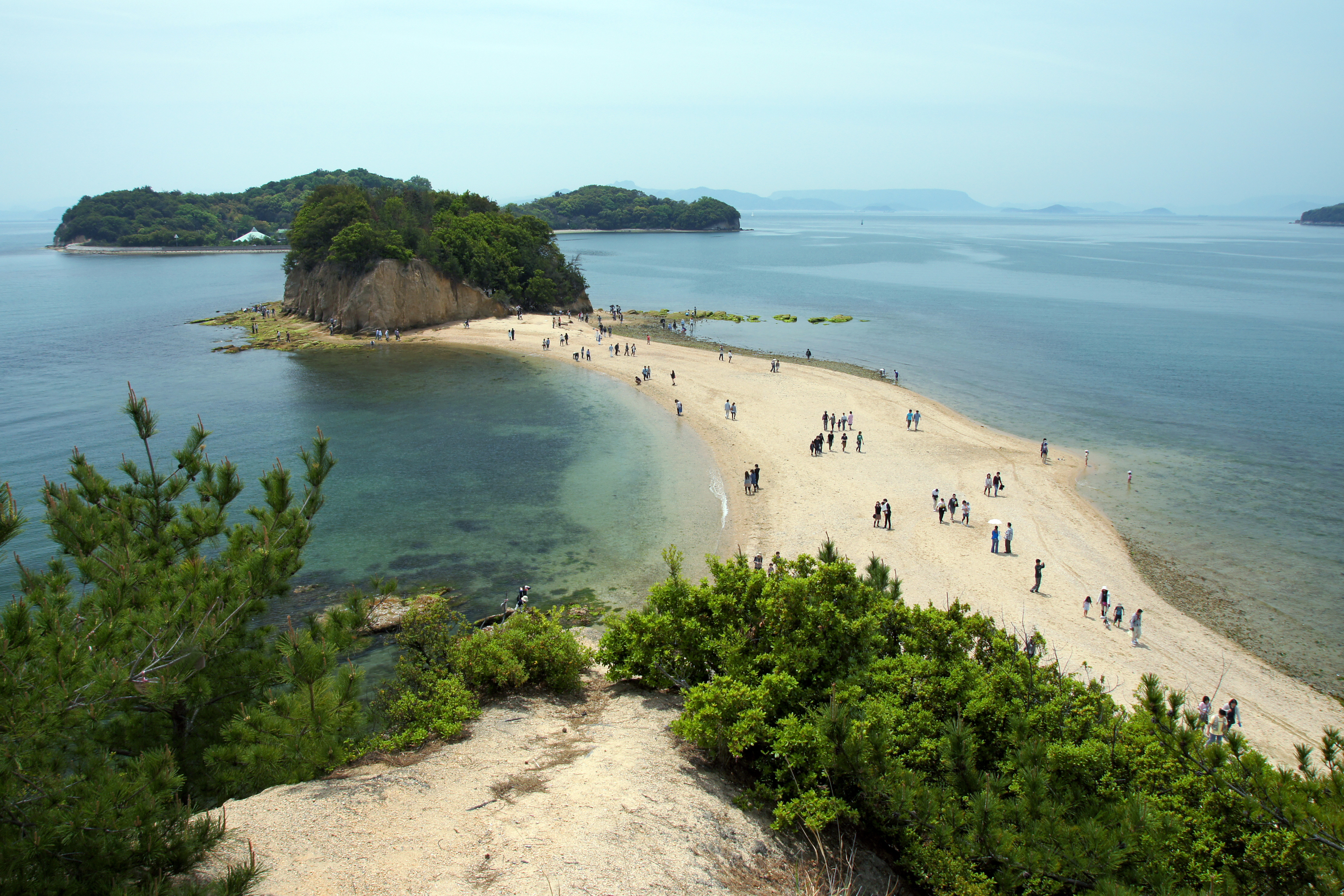
Angel Road, wyspa Shōdo
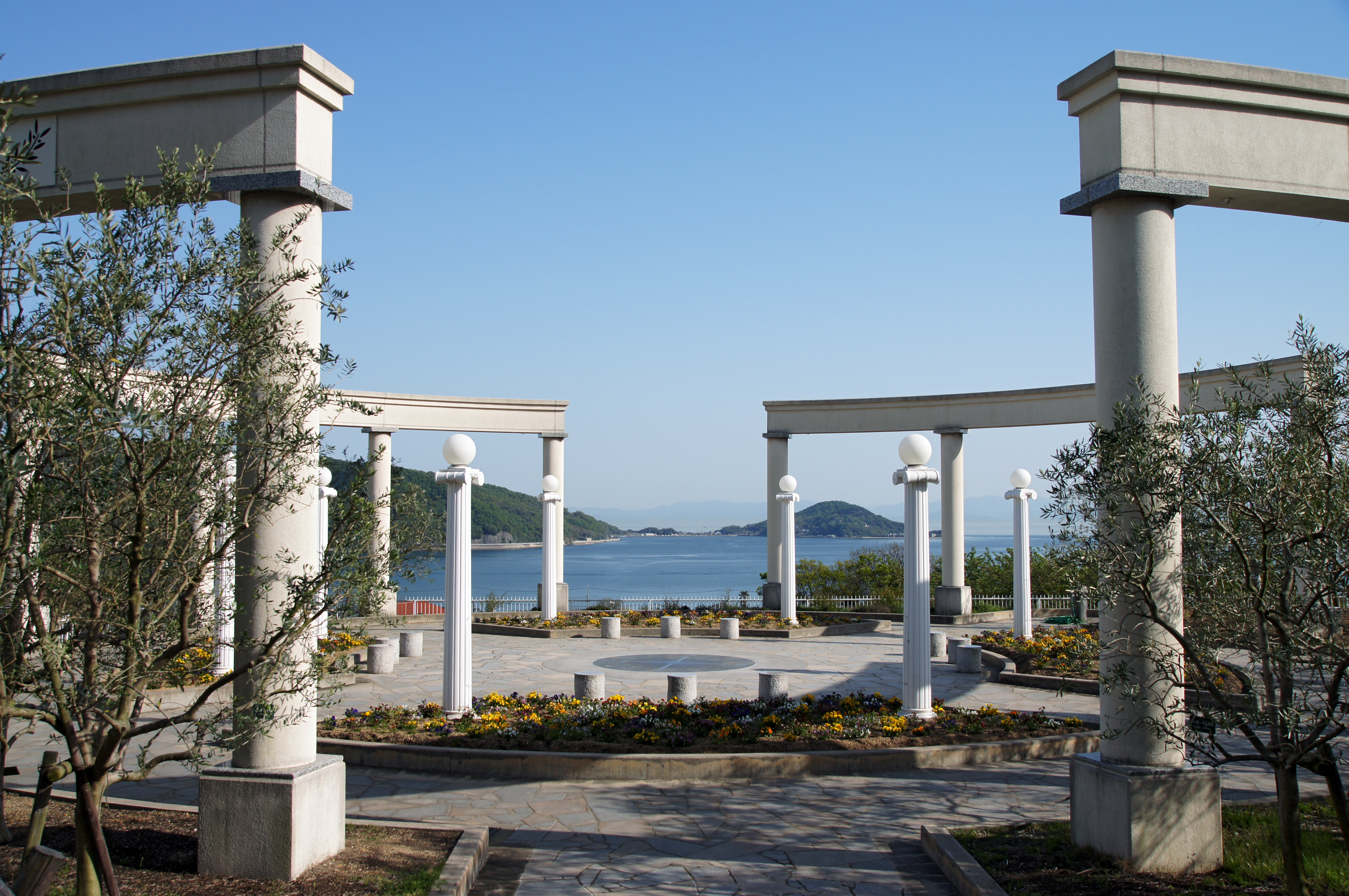
Shodoshima Olive Park, wyspa Shōdo